# Бриллиант Раджи (фильм, 1971)
«Бриллиант Раджи» (пол. Diament radży) — польский приключенческий телевизионный фильм, снятый в 1971 году режиссёром Сильвестром Хенциньским на студии «Iluzjon».
Экранизация одноименной повести Роберта Льюиса Стивенсона.
Премьера фильма состоялась 15 октября 1971 года.

## Сюжет
Телефильм из цикла «Необычайные истории» Роберта Льюиса Стивенсона об огромном алмазе, переходившем из рук в руки. Продолжение цикла рассказов «Клуб самоубийц» о приключениях Богемского принца Флоризеля и его верного шталмейстера.
Британский генерал сэр Томас Венделер привёз из Индии драгоценный камень под названием «Алмаз раджи». Однажды ночью драгоценный камень украла жена генерала, которая строит козни против генерала. Поиски бриллианта полны необычных перипетий.

## В ролях
- Владислав Ханьча — генерал сэр Томас Венделер
- Ежи Карашкевич — пастор
- Януш Клосиньский — Венделер, брат генерала, бывший диктатор Парагвая
- Кшиштоф Вакулиньский — Гарри Хартли, секретарь леди Венделер
- Чеслав Воллейко — принц Флоризель
- Анна Дымна — Джоан, дочь Венделера бывшего диктатора
- Эва Вишневская — леди Клара Венделер
- Владислав Девойно — эпизод
- Адам Цесляк — эпизод
- Хенрик Хунко — официант / полицейский
- Густав Крон — официант
- Здислав Кузняр — садовник пастора
- Эдвард Линде-Любашенко — пастор
- Мечислав Лоза — эпизод
- Тадеуш Плюциньский — брат леди Венделер

## Съёмочная группа
- Главный режиссёр — Сильвестр Хенциньский
- Сценарий — Анджей Ярецкий
- Главный оператор — Ежи Ставицкий
- Композитор — Адам Валациньский
- Ассистенты режиссёра — Герард Залевский, Евгения Яшкевич, Беата Бильска
- Грим — Ядвига Райнска-Петровска
- Ассистенты оператора — Яцек Стахлевский, Юлиан Магда, Зигмунт Крушницкий
- Художник-постановщик — Тадеуш Косаревич
- Звукооператор — Рышард Патковский
- Художник по костюмам — Малгожата Спичальская-Комар
- Монтажёр — Кшиштоф Осецкий
- Большой симфонический оркестр Польского радио и телевидения (Катовице)
- Директор — Рышард Страшевский